# アイロムロハス
株式会社アイロムロハスは、かつて存在した東京都千代田区に本社を置く企業である。スローガンは「地域に密着した健康のコンシェルジュ」。

## 概要
ヒノミ薬品は「ヒノミドラッグ」「ドラッグストアヒノミ」や調剤薬局24店舗を運営していたが、SMO（治療施設支援機関）を中心とするアイロムグループが2005年4月に子会社化して12月に株式会社アイロムロハスへ商号変更した。アイロムは2006年に医薬品販売を行う株式会社トリモを吸収合併したが2012年に、ドラッグストア事業を株式会社リーフ、調剤事業を株式会社アポステータスへそれぞれ譲渡した。

## ヒノミドラッグ
ヒノミ薬品、アイロムロハス、リーフと運営会社は変遷したが、ヒノミドラッグなど旧来の商号で現在も営業している。株式会社リーフはG&Gワークスホールディングスの子会社となっている。